# Yacimiento arqueológico de El Oral

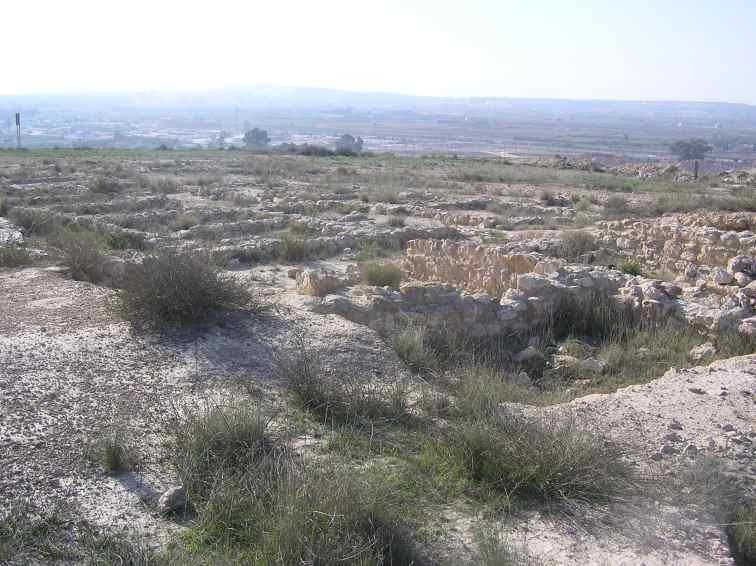
Restos del poblado de El Oral.

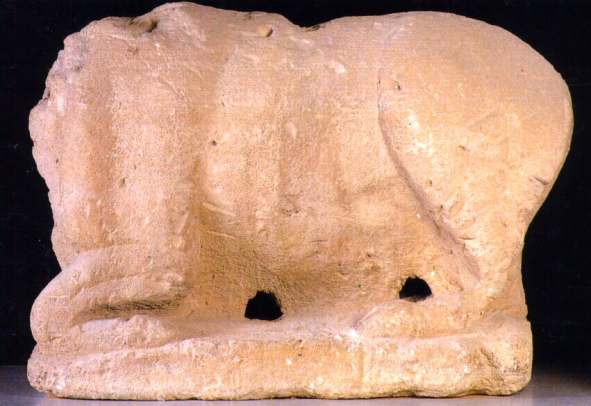
Escultura ibérica de toro del yacimiento de El Oral.

El yacimiento arqueológico de El Oral, cuya época corresponde al orientalizante, ibérico antiguo (finales del siglo VI al IV a. C.), está situado en el término municipal de San Fulgencio (Provincia de Alicante, España), en un saliente de la Sierra del Molar, a 40 m sobre el nivel del mar. 
La geografía del lugar en la actualidad debe ser bastante diferente a lo que fue en la antigüedad, y es más que probable que el Molar fuera una isla rodeada de marismas. Hasta el siglo XVIII existía una albufera que debía ser navegable. El poblado fue abandonado de forma pacífica en la época del ibérico pleno, lo que explicaría lo escaso de los materiales encontrados. Es posible que la población se trasladara al cercano poblado de la Escuera. 
Este yacimiento es, con seguridad, el mejor estudiado de la Contestania gracias a la meticulosa excavación dirigida por Lorenzo Abad y Feliciana Sala, con una detallada publicación de los resultados.
Se pueden identificar restos de habitación, calles, muros, y un horno de pan. Estaba delimitado por una muralla de la que se conservan algunas hiladas inferiores. En el ángulo noroeste es posible observar restos de un torreón. Las casas son de planta rectangular. La más grande tiene al menos cinco estancias. Hacia el este, con habitaciones de muros construidos con mampostería, y restos de una construcción circular de unos 50 cm, arrasada tras su excavación por una acción vandálica. Estas estructuras han sido interpretadas por L Abad como bancos de trabajo. En la zona central del poblado se han identificado umbrales de adobe y decorados con conchas. Una de las plantas de mayor tamaño, de unos 25 m² ha sido identificada como un posible santuario, con una pequeña habitación aneja, posiblemente un almacén. En el centro de la estancia apareció un motivo con forma de lingote chipriota (keftiu). 
El yacimiento es un excelente ejemplo de planificación de poblado de época ibérica antigua (s VI a. C.), con claras influencias semíticas, posiblemente relacionadas con asentamientos anteriores del Bronce Final y de época Orientalizante como Peña Negra, y, especialmente, La Fonteta. Su abandono se produciría a principios del s. IV a. C., por lo que aporta importante información sobre el periodo de formación de la Contestania.
Entre las actividades económicas del poblado estarían la producción agrícola, la explotación de pastos, la caza, la recolección de huevos, la pesca, la explotación de las salinas, la preparación de salmueras y, posiblemente, la explotación minera. Se trataría de un modelo económico autosuficiente, enriquecido con transacciones comerciales como parece demostrar la presencia de ánforas locales e importadas así como algunos productos exóticos. Recientemente se han identificado materiales procedentes del Oral en las excavaciones del Grau Vell (Arse-Sagunto), que confirma el comercio entre ambos asentamientos. 
En 2004 una tercera parte del yacimiento que faltaba por excavar fue arrasado por una excavadora de la cantera colindante. Este hecho fue calificado en su momento como desastre arqueológico.

## La necrópolis de El Molar (VI-IVa.C.).
Se trata de una necrópolis ibérica inicialmente asociada al poblado de S. Fulgencio y posteriormente a El Oral, con el que presenta mayor concordancia cronológica. Se han excavado sepulturas con diferente tipología (hoyos con cenizas, hoyos con urnas de diferente tipología, cajas funerarias en piedra, etc.). Se han rescatado urnas de orejeras, bitroncocónicas, cráteras áticas de figuras rojas y material de ajuar (lanzas, puñales, cuchillos), fusaiolas, escarabeos, cuentas de collar y pequeñas joyas de oro. Es de destacar el hallazgo de una escultura ibérica de toro en 1908, actualmente en el MARQ. 